# 天主教巴菲亞教區
天主教巴菲亞教區（拉丁語：Dioecesis Bafiensis）是喀麥隆一個羅馬天主教教區，屬雅溫德總教區。
巴菲亞宗座監牧區於1965年7月6日成立，1968年1月11日升為教區。
教區位於中部區西部姆巴姆-伊努布省，2012年時有239,572名教友（佔轄區總人口54.0%）、27個堂區和41名司鐸。現任教區主教為厄瑪奴耳·達西-尤方。

## 歷任主教
1. 安德肋·嘉祿·路星·盧舍爾（法语：André Loucheur）（1965年7月14日－1977年12月21日）
2. 亞大納修·巴拉（英语：Athanase Bala）（1977年12月21日－2003年5月3日）
3. 若望-瑪利亞·本篤·巴拉（英语：Jean-Marie Benoît Balla）（2003年5月3日－2017年5月31日）
4. 厄瑪奴耳·達西-尤方（法语：Emmanuel Dassi Youfang）（2020年5月13日至今）[3]